# Steffen Hofmann
Steffen Hofmann (ur. 9 września 1980 r. w Würzburgu) – piłkarz niemiecki grający na pozycji rozgrywającego. W 2018 roku zakończył piłkarską karierę.
Hofmann swoją karierę rozpoczynał w 1.FC Kirchheim skąd przeniósł się później do Würzburger FV. Z Würzburga trafił do drużyny amatorów Bayernu Monachium. Tam zauważyli go łowcy talentów Rapidu i w 2002 roku ściągnęli Hofmanna do Wiednia. Już w swoim debiutanckim sezonie podbił serca kibiców i trafił do jedenastki sezonu według magazynu Sportzeitung. W 31 meczach tegoż sezonu trafiał do siatki rywali pięciokrotnie. Zaowocowało to opaską kapitańską na kolejny sezon. Był on równie udany dla Hofmanna. Zdobył w nim 10 goli w 27 meczach i został wybrany piłkarzem roku. Sukces tenże powtórzył w kolejnym sezonie kiedy to zdobył 12 goli w 39 meczach i ponownie został wybrany piłkarzem roku w austriackiej Bundeslidze. Hofmann w sezonie 2004/05 osiągnął także z drużyną ogromny sukces. Rapid po 10 latach przerwy zdobył 31.tytuł mistrzowski w swojej historii. W sezonie 2005/06 Hofmann zadebiutował w Lidze Mistrzów. Rozegrał 29 meczów i zdobył 5 bramek, a w zimowym okienku transferowym przeniósł się do TSV 1860 Monachium. Po półrocznym pobycie w Bawarii wrócił jednak do Wiednia ściągnięty przez nowego trenera Petera Paculta. Na początek niestety doznał ciężkiej kontuzji w postaci zerwania wiązadeł w kolanie i musiał pauzować pięć miesięcy. Zaliczył jednak udany powrót do gry. W 19 spotkaniach sezonu 2006/07 zdobył co prawda tylko jedną bramkę ale za to zaliczył aż 13 asyst walnie przyczyniając się do znakomitej rundy wiosennej w wykonaniu biało-zielonych. W spotkaniu z SV Ried, wygranym przez Rapid 5:2, Hofmann zaliczył aż pięć asyst. 15.04.2008 roku Hofmann wygrał plebiscyt na piłkarza roku w Austrii w głosowaniu trenerów i działaczy klubów. 17 maja 2018 roku odbył się pożegnalny mecz zawodnika, który kończył karierę.